# Тепуй
Тепуй — різновид столових гір, поширений на Гвіанському нагір'ї в Південній Америці, на території Венесуели, Північної Бразилії та Західної Гаяни. Тепуї зазвичай являють собою ізольовані гори, які різко підіймаються над навколишніми долинами і не утворюють протяжні гірські хребти. Внаслідок цього ці "небесні острови" є місцем проживання великої кількості ендемічних видів рослин і тварин. Найвідомішими тепуями є Рорайма, розташована на кордоні між Венесуелою, Бразилією і Гаяною, та Ауянтепуй, з якого спадає найвищий у світі водоспад Анхель.
Усі ізольовані тепуї Гвіанського нагір'я та деякі суміжні високогірні масиви утворюють окремий біогеографічний регіон Пантепуй в межах Гвіанського нагір'я. Всесвітній фонд дикої природи виділяє його в неотропічний екорегіон тропічних та субтропічних вологих широколистяних лісів — Ліси та чагарники Пантепую (ідентифікатор WWF: NT0169).

## Етимологія
Слово "тепуй" походить від пемонського слова "tüpü", яке означає "гора". У деяких джерелах помилково вказано, що слово "тепуй" походить від пемонського слова "tapüi" — "дім", і означає "обитель богів". Імовірно, слово "тепуй" походить від протокарибського слова "*tôpu" — камінь.

## Географія

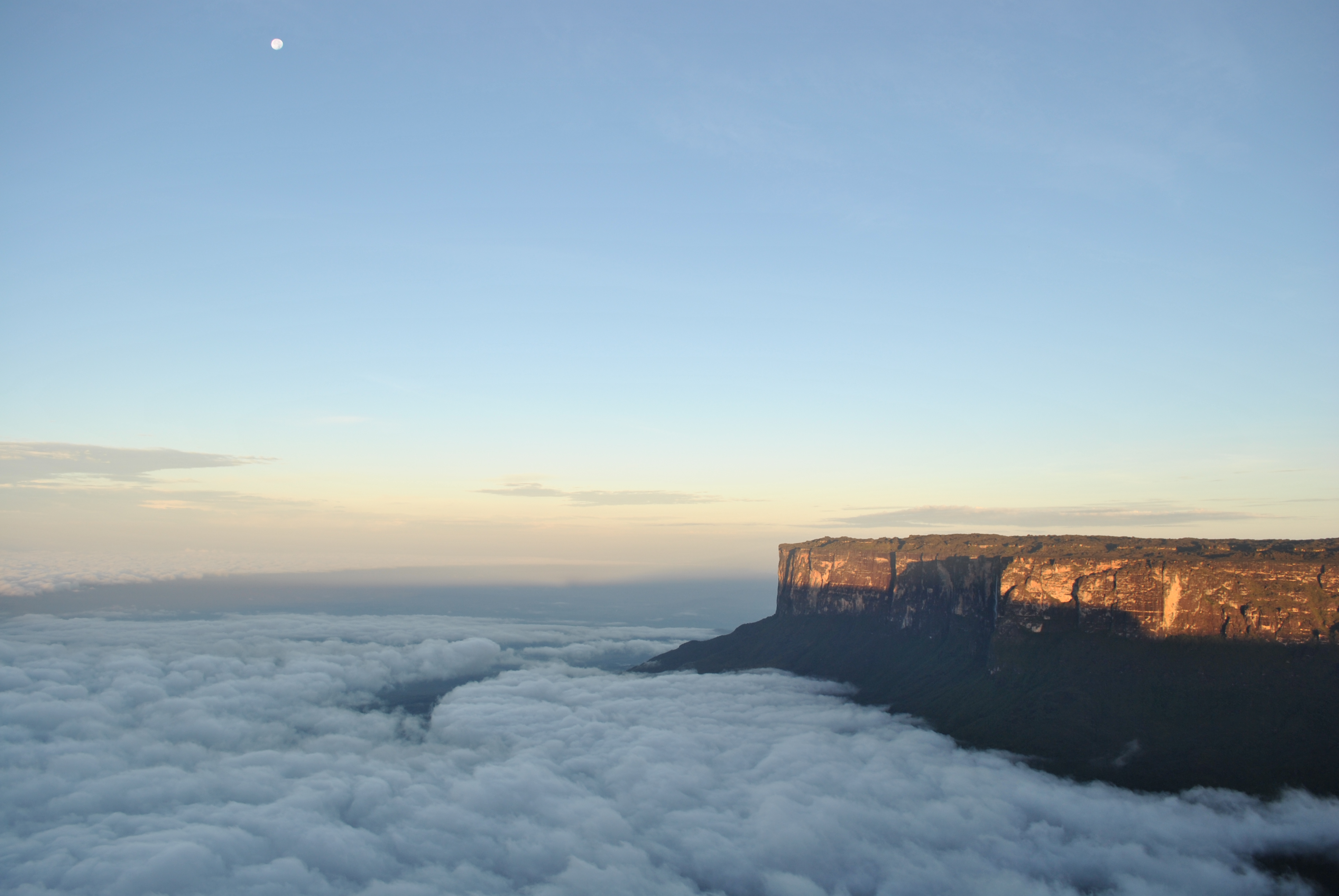
Вид на Кукенан-тепуй з вершини гори Рорайма

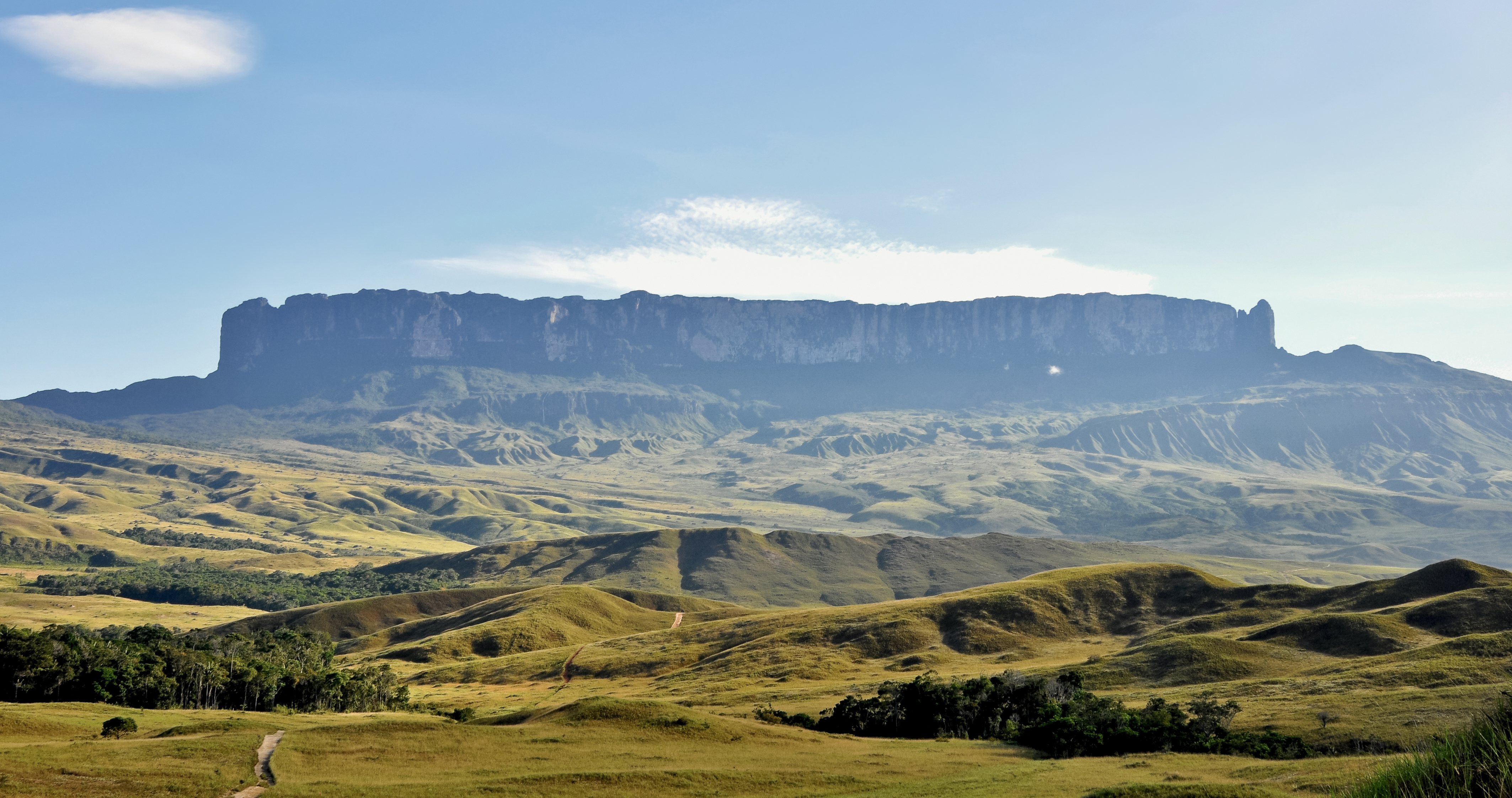
Гора Рорайма

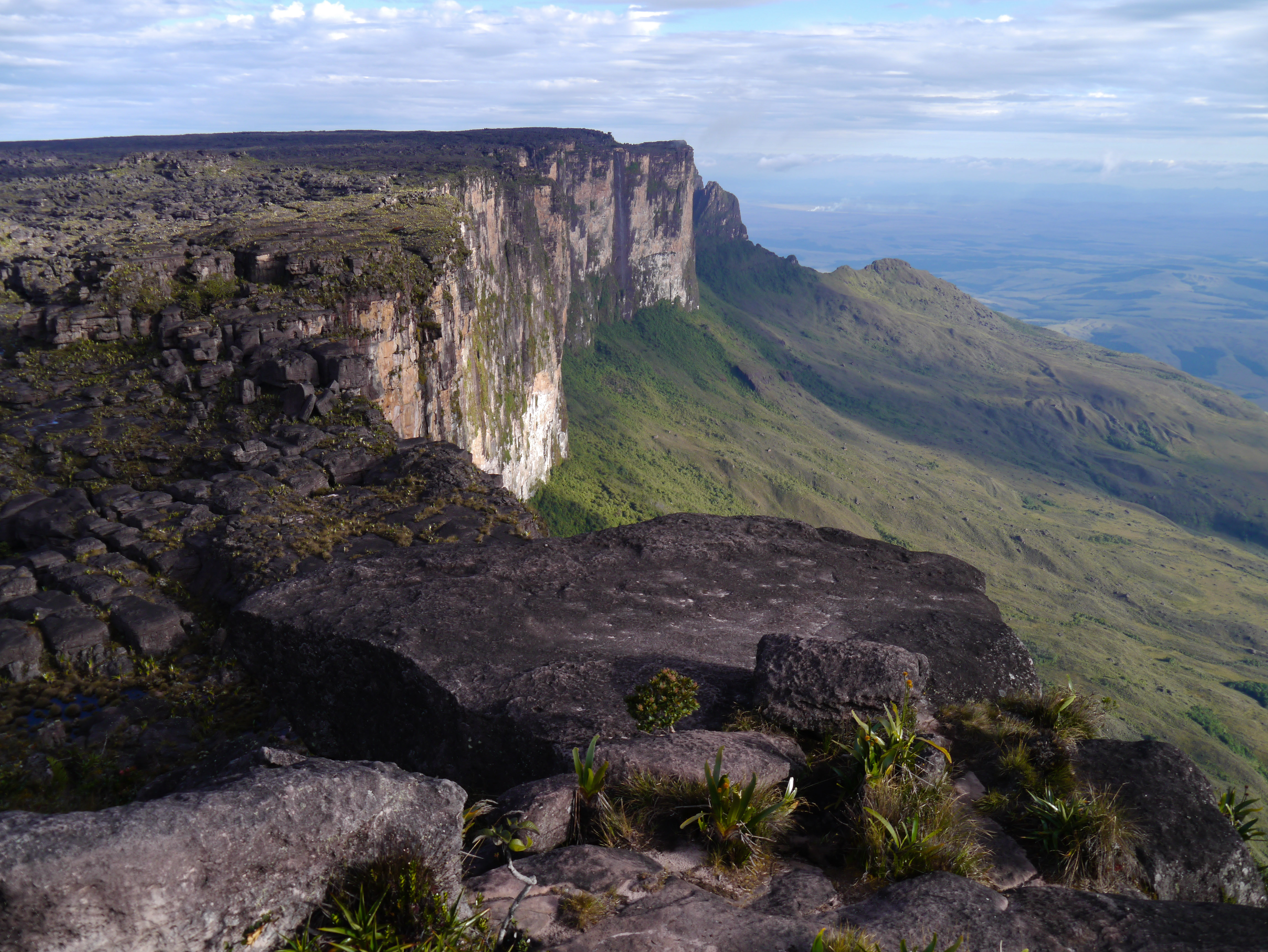
Вершина та схили Рорайми

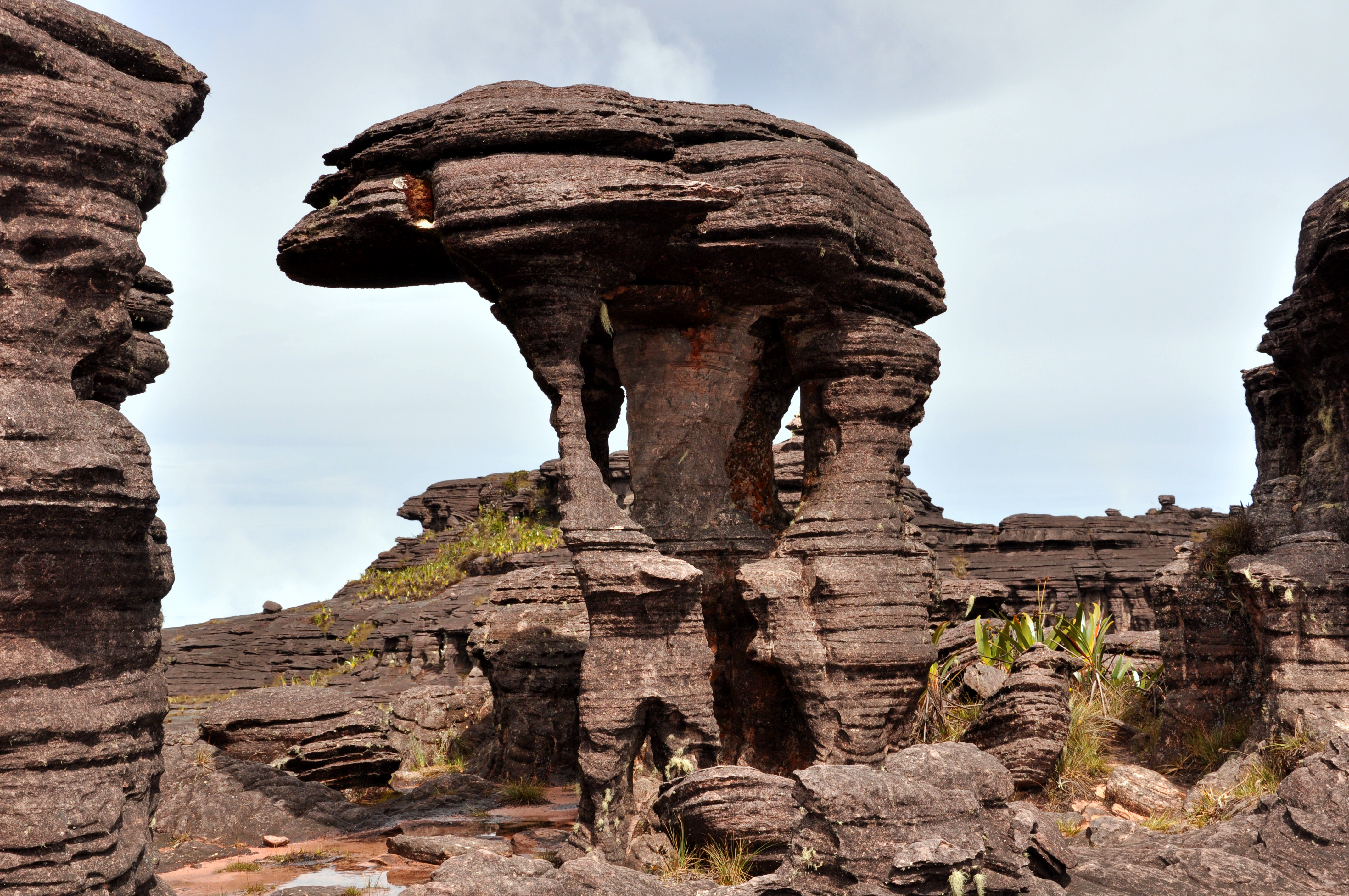
Скельні утворення на вершині Рорайми

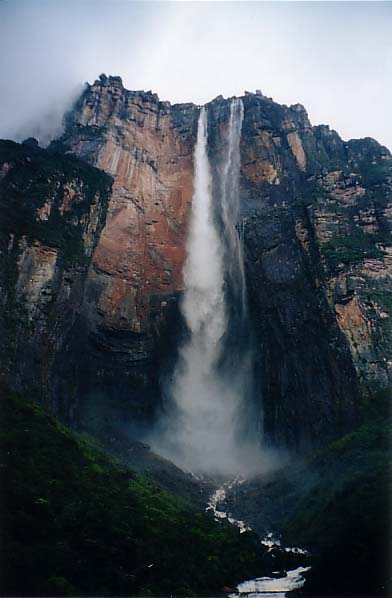
Водоспад Анхель

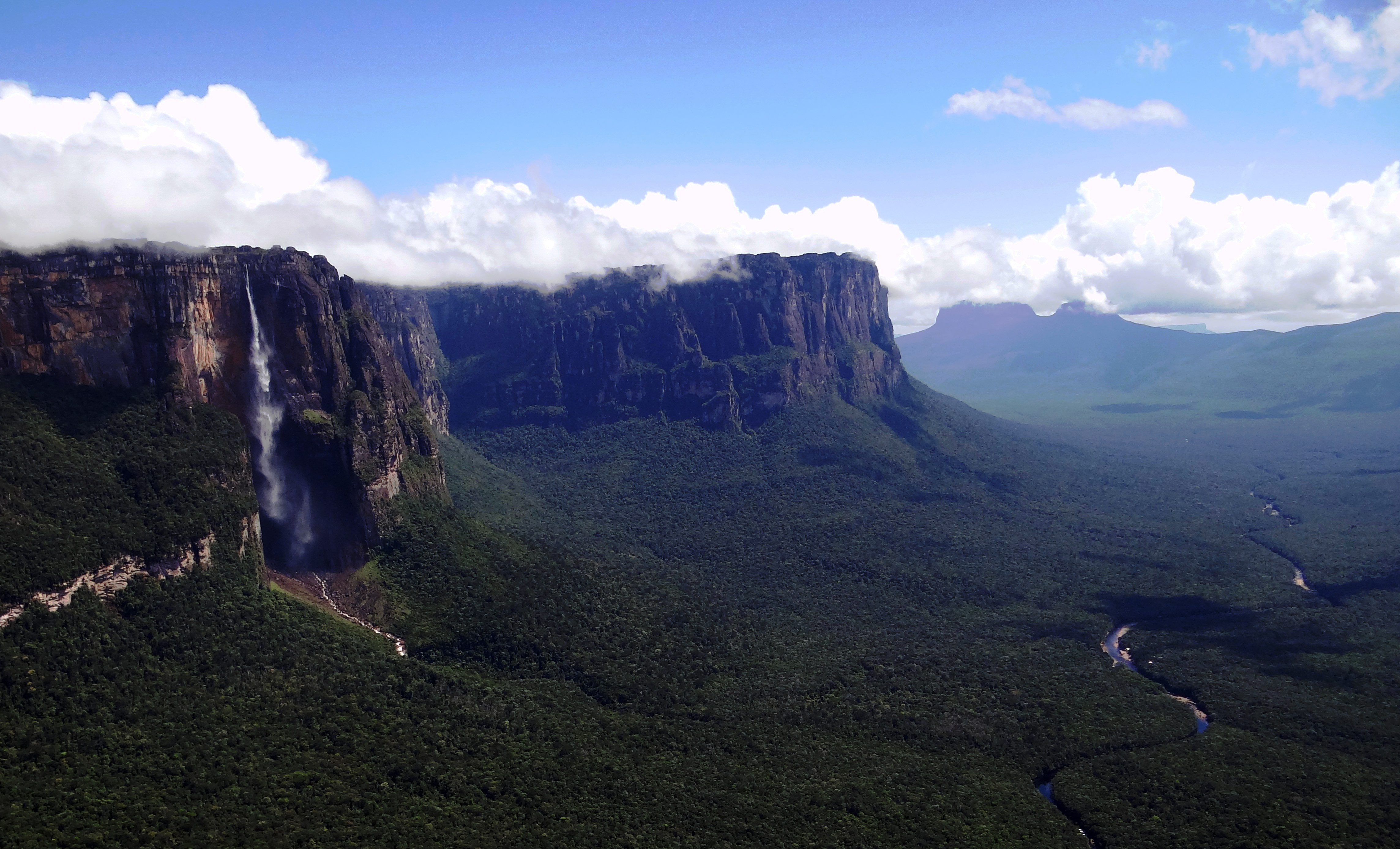
Каньйон Диявола у Національному парку Канайма

Тепуї є залишками великого пісковикового плато, яке колись вкривало гранітний фундамент Гвіанського щита — одного з найдавніших геологічних утворень на Землі віком 1,7 млрд років. Протягом останніх 300 мільйонів років це плато інтенсивно піддавалося ерозії, і більша його частина перетворилася на пенеплен. Близько 70 мільйонів років тому еродовані залишки осадового чохла, що складався з дуже стійких пісковиків, кварцитів та конгломератів перетворилися на останці — високі гори з дуже стрімкими, майже вертикальними схилами та пласкими вершинами.
Більша частина тепуїв (понад 85 %) зосереджена на півдні Венесуели, в штатах Амасонас і Болівар. В регіоні Гран-Сабана, розташованому на кордоні з Бразилією та Гаяною, є близько 115 тепуїв. Їх висота коливається від 1000 до 3000 м над рівнем моря, а загальна площа становить приблизно 5000 км².
Через значний вік поверхні та схили деяких тепуїв характеризуються наявністю карстових форм рельєфу, утворених у водорозчинних породах, таких як вапняки. Зокрема, тут знаходиться печера Абісму-Гуй-Колет глибиною 670,6 м, найглибша карстова печера світу. Деякі тепуї, зокрема Сарісаріньяма, порізані карстовими воронками, які утворилися внаслідок провалу підземних печер.
Серед найвідоміших тепуїв слід відзначити:
- гору Рорайма — найвищий тепуй Гвіанського нагір'я та найвищу гору всієї Венесуели заввишки 2810 м. Рорайма розташована в масиві Пакарайма, на кордоні Венесуели, Бразилії та Гаяни. Її назва походить від пемонського слова "Роро-Іма" — "Великий Синьо-Зелений". Ранні дослідники регіону відзначали, що пемони також називали Рорайму "Матір'ю всіх вод", що є влучною назвою, враховуючи численні водоспади, які стікають з її вершини, утворюючи річки, що впадають у Ориноко, Ессекібо та Амазонку.
- Ауянтепуй — найбільший у світі тепуй площею близько 700 км² та висотою 2450 м. З його вершини стікає найвищий у світі водоспад Анхель заввишки 979 м. Водоспад здобув міжнародну славу у 1933 році, коли він був випадково відкритий американським пілотом Джеймсом Ейнджелом[en], на честь якого він пізніше був названий.
- Кукенан-тепуй[en], розташований поруч з горою Рорайма у Венесуелі. З гори спадає водоспад Кукенан[en] заввишки 674 м, другий за висотою водоспад Венесуели. Пемони вважають гору Кукенан священною і "місцем мертвих".
- гори Серра-ду-Імері, розташовані на бразильсько-венесуельському кордоні. Їх найвищою вершиною є гора Піку-да-Небліна заввишки 2995 м, найвища гора Бразилії та всієї Південної Америки на схід від Анд.
- Птарі-тепуй[es] — ідеальний приклад тепуя заввишки 2400 м, який характеризується майже пласкою вершиною та вертикальними схилами.
- тепуї Дуїда[en] та Марауака[en] заввишки 2358 та 2832 м відповідно. На їхніх схилах живуть представники племен є'куана[en] та яномама, а самі гори значною мірою недосліджені.
- гору Аутана[en], яка підіймається на 1300 м над навколишніми рівнинами. Унікальна печерна система простягається від одного краю гори до іншого.
- гору Сарісаріньяма, яка славиться своїми майже ідеально круглими карстовими воронками, що спускаються вниз прямо з вершини гори. Найбільший з таких провалів має діаметр і глибину 300 м. На дні карстових воронок Сарісаріньями зустрічаються унікальні види рослин і тварин.
- масив Ілу-Трамен[en] — найпівнічнішу частину Східних Тепуїв. Він простягається вздовж венесуельсько-гаянського кордону на південь від Рорайми.
- гору Тафельберг[en] заввишки 1026 м — найсхідніший тепуй, розташований в Центральному Суринамі.

## Клімат
На низьких висотах Пантепую переважає екваторіальний клімат (Af за класифікацією кліматів Кеппена) або мусонний клімат (Am за класифікацією Кеппена), а на найвищих висотах — високогірний субтропічний клімат (Cfb за класифікацією Кеппена). На вершинах тепуїв температура зазвичай становить від 8 до 20 °C, залежно від висоти, однак на найвищих вершинах вона може опускатися до 0 °C. Вологість в регіоні висока, середньорічна кількість опадів у високогір'ях коливається від 2000 до 4000 мм.

## Екологія
Вершини столових гір-тепуїв повністю ізольовані від навколишніх низинних лісів, що робить їх екологічними островами, а більша висота над рівнем моря зумовлює відмінний від низинних районів клімат. У той час, як біля підніжжя тепуїв переважає теплий та вологий тропічний клімат, високогір'я характеризуються прохолодними температурами, частими туманами та дощами. Ізоляція тепуїв протягом тисячоліть призвела до появи багатьох ендемічних видів рослин і тварин, відрізаних від решти світу вражаючими скелястими схилами. Деякі унікальні види зустрічаються лише у карстових провалах всередині тепуїв. Внаслідок ізольованої та унікальної природи тепуїв їх виділяють у окремий біогеографічний регіон Пантепуй.
Була висунута гіпотеза, що ендеміки тепуїв представляють собою реліктові види, які зазнали алопатричного видоутворення, коли плато фрагментувалося протягом попередніх геологічних періодів. Однак пізніші дослідження показали, що тепуї не такі ізольовані, як вважалося спочатку. Наприклад, ендемічні райки-тепуївки (Tepuihyla) розділилися на різні види вже після формування тепуїв, тобто видоутворення відбулося після колонізації з низовин.
Дослідження природи тепуїв є викликом для натуралістів. Деякі з цих гір майже цілий рік вкриті густими хмарами, і раніше їхню поверхню можна було сфотографувати лише за допомогою вертолітного радіолокаційного обладнання, а на деякі тепуї ніколи не ступала нога людини. Багато видів рослин і тварин, поширених на вершинах цих гір, досі не описані науковцями.
Великі ботанічні дослідження тепуїв розпочалися у XIX столітті, зокрема завдяки діяльності Александера фон Гумбольдта, Еме Бонплана та Роберта Шомбурга. У 1950-х роках Джуліан Стреєрмарк та Бассетт Магуайр започаткували програму "Гвіанський Щит", спрямовану на документування всієї флори венесуельських тепуїв та навколишніх низовин, а також здійснили численні експедиції. За результатами їхньої діяльності була створена багатотомна праця "Флора Венесуельської Гвіани", яка була опублікована між 1995 і 2005 роками. У ній розглядалося 2447 видів судинних рослин, що походять з біогеографічної провінції Пантепуй, з яких 42 % є ендеміками тепуїв, а до 25 % видів обмежені окремими горами. З 2011 по 2014 рік було проведено п'ять ботанічних експедицій до трьох бразильських тепуїв – гір Серра-ду-Арака, Піку-да-Небліна та Монте-Кабурай.

### Флора

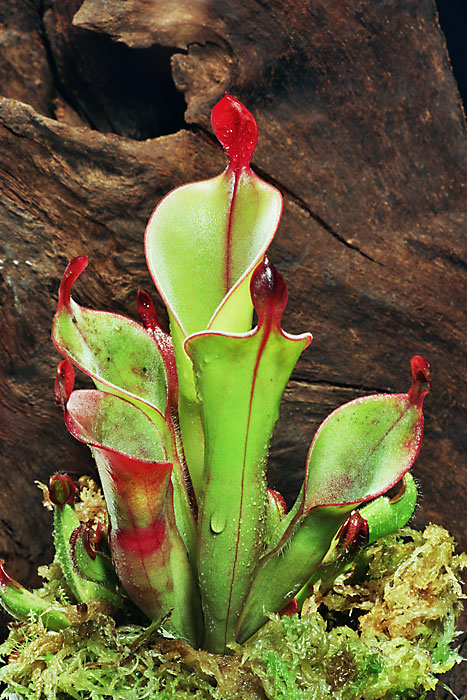
Heliamphora chimantensis (Heliamphora chimantensis) — хижа рослина, виявлена у 2001 році на вершині тепуя Масив Чіманта

Рослинність тепуїв Гвіанського нагір'я відрізняється від рослинності Гвіанської та Амазонської низовин та є частиною окремої флористичної провінції Пантепуй. Поширення цієї провінції нерівномірне: до неї входять лише високогірні райони, розташовані на висоті понад 1500 м над рівнем моря. Рослинний покрив Пантепую представлений гірськими тропічними лісами та гірськими чагарниками і луками. Видовий склад цих екосистем різниться між окремими гірськими масивами. В екорегіоні спостерігається один з найвищих рівнів рослинного ендемізму у північній частині Південної Америки.
Типові тепуї мають чотири зони рослинності, які змінюють одна одну зі збільшенням висоти. Біля підніжжя столових гір, на висоті до 500 м над рівнем моря, поширені гірські савани або вічнозелені дощові ліси, лісовий намет в яких розташований на висоті 25-45 м над землею. У цих лісах переважають представники амазонської або гвіанської флори, зокрема різні види з родин Лаврові (Lauraceae), Магнолієві (Magnoliaceae), Елеокарпові (Elaeocarpaceae), Маренові (Rubiaceae) та Миртові (Myrtaceae). На схилах гір, на висоті понад 500 м над рівнем моря, поширені вологі гірські ліси, дерева у яких виростають до 60 м заввишки. У лісах, що ростуть на верхніх схилах гір, вже не зустрічаються види, характерні для низинних лісів, натомість тут поширені різні гірські види, зокрема клузії (Clusia spp.), моронобеї (Moronobea spp.), міконії (Miconia spp.), граффенріди (Graffenrieda spp.), магнолії (Magnolia spp.), мірсії (Myrcia spp.), дрімуси (Drimys spp.) та калини (Viburnum spp.). Також у прохолодних, вологих високогірних лісах Гвіанського нагір'я поширені папороті та чагарники з родини вересових (Ericaceae). Флора цієї зони подібна до флори гірських лісів південноамериканських Анд. На уступах тепуїв зустрічаються витривалі рослини, що ростуть серед голих пісковикових скель та у тріщинах між ними. Тут особливо поширені представники родини Бромелієві (Bromeliaceae), зокрема різні види навій (Navia spp.) та броккіній (Brocchinia spp.), які еволюціонували у тісному зв'язку з цим типом природного середовища.
Особливий інтерес представляє рослинність, поширена на пласких вершинах тепуїв. Тут зустрічається п'ять типів рослинності: 
- високі або карликові ліси, зокрема прибережні ліси;
- епіфітна рослинність у лісових асоціаціях;
- вологі або сухі савани;
- скельна рослинність, поширена у тріщинах, на обривах і уступах;
- рослинність оголених скельних відслонень, відкритих піщаних або кам'янистих ділянок.

Саме на вершинах тепуїв спостерігається високий рівень рослинного ендемізму, характерний для Пантепую. Деякі ендеміки, зокрема рораймські росички (Drosera roraimae) та пухирники Гумбольдта (Utricularia humboldtii), зустрічаються на більшості гірських вершин екорегіону, тоді як ареал багатьох інших обмежений лише однією вершиною. Ґрунти, поширені на вершинах тепуїв, кам'янисті, вивітрені та бідні на поживні речовини. Внаслідок цього тут зустрічається багато хижих рослин, таких як різноманітні ендемічні сонячні глечики (Heliamphora spp.), а також багато епіфітних бромелій та орхідей.
Ліси на вершинах тепуїв зазвичай низькі (дерева в них виростають до 8-15 м заввишки), а їх поширення обмежене берегами річок та западинами. Серед дерев, що зустрічаються у цих лісах, слід відзначити неблінську боннетію (Bonnetia neblina), тристовпчикову боннетію (Bonnetia tristyla), неблінську неотатею (Neotatea neblinae), рораїманський ногоплідник (Podocarpus roraimae), парасолькову шеффлеру (Schefflera umbellata), дафнопсіс Штеєрмарка (Daphnopsis steyermarkii), хауанську психотрію (Psychotria jauaensis), бежарію Спрюса (Bejaria sprucei), оксамитову вейнманнію (Weinmannia velutina), япаканський тепуйник (Tepuianthus yapacanensis), япаканський симплокос (Symplocos yapacanensis) та япаканський гонгілолепіс (Gongylolepis yapacana).
Екорегіон лісів та чагарників Пантепую загалом складається з чотирьох фітогеографічних районів, розподіл яких заснований на флористичних та географічних критеріях. Кожен район містить свій власний набір характерних та ендемічних таксонів. Східний район обмежений поширенням ендемічної рораймської боннетії (Bonnetia roraimae). Також ендеміками Східних Тепуїв є квельчії (Quelchia spp.) з родини айстрових (Asteraceae), коннеллії (Connellia spp.) з родини бромелієвих (Bromeliaceae) та тепуї (Tepuia spp.) з родини вересових (Ericaceae). Південний район, який охоплює тепуї, розташовані вздовж венесуельсько-бразильського кордону, містить великі ділянки високогірних чагарників, луків та низькорослих лісів. Цей район має найбільшу кількість ендемічних таксонів квіткових рослин, зокрема дванадцять ендемічних родів. Західний район — найбільший за площею; він включає пісковикові та гранітні гори, на яких ростуть характерні червоноцвіті кунгардтії (Kunhardtia rhodantha), різні види граффенрід (Graffenrieda spp.) та меріаній (Meriania spp.) з родини меластомових (Melastomataceae), а також низка ендемічних філлантусів (Phyllanthus spp.). Центральний фітогеографічний район, який зокрема охоплює гори Хауа і Дуїда, є місцем, де поширені ендемічні види тайлерій (Tyleria spp.), неотатей (Neotatea spp.) та тепуйників (Tepuianthus spp.). На високогірних луках Центрального району домінують великі стеголепіси (Stegolepis grandis).

### Фауна

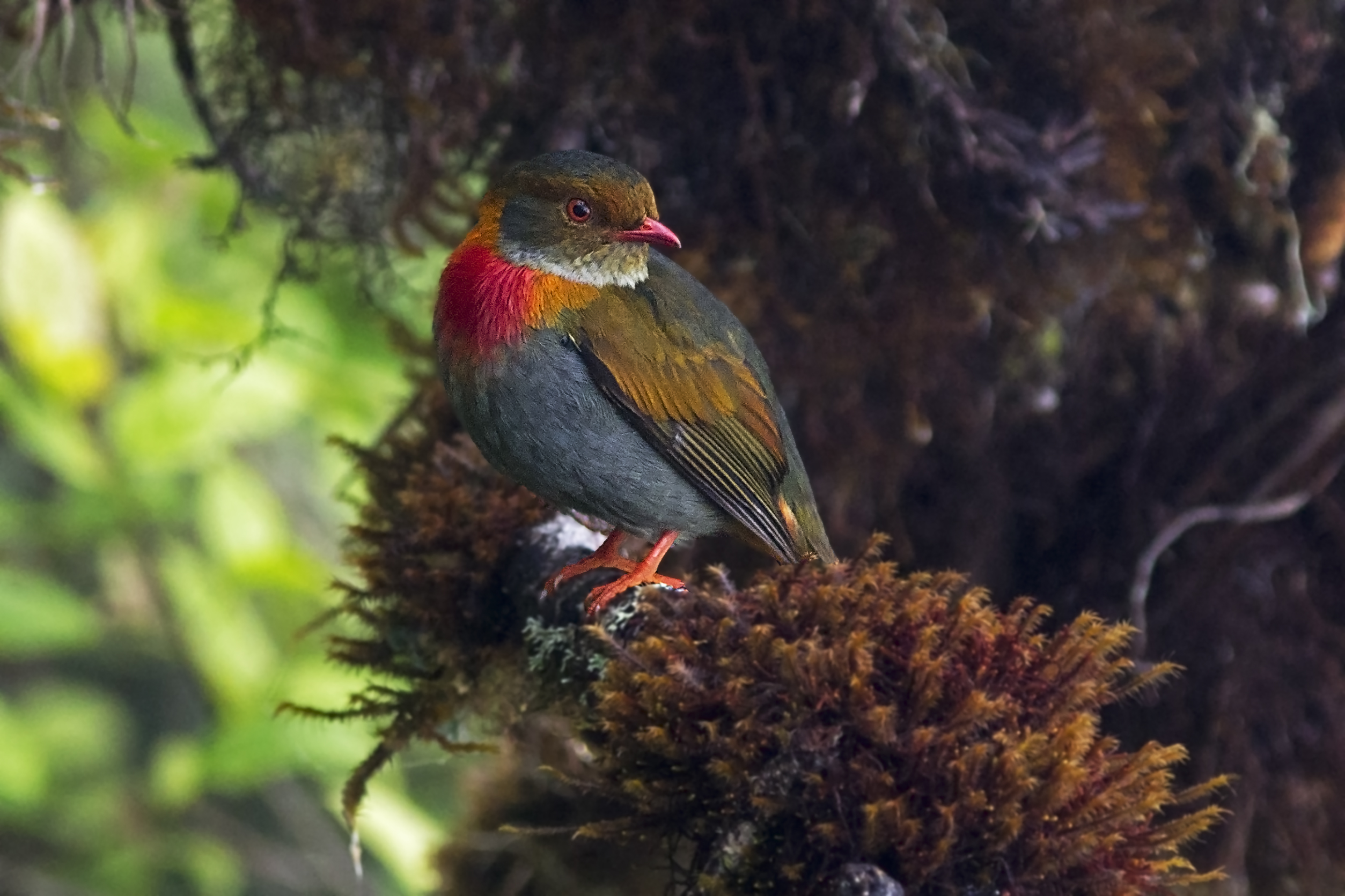
Золотобровий плодоїд (Pipreola whitelyi) на горі Рорайма

Фауна екорегіону характеризується високим різноманіттям. Вона включає понад 186 видів ссавців, більшість з яких зустрічаються на нижніх схилах тепуїв. Серед поширених в регіоні ссавців слід відзначити дев'ять видів мавп, зокрема гвіанського ревуна (Alouatta macconnelli), рудоспинного сакі (Chiropotes chiropotes), білолобого капуцина (Cebus albifrons), мірікіну (Aotus trivirgatus), чорного тіті (Cheracebus lugens) і майже ендемічного неблінського уакарі (Cacajao hosomi), та п'ять видів котів, зокрема пуму (Puma concolor) і ягуара (Panthera onca), найбільших хижаків Гвіани. Серед великих ссавців, що зустрічаються в горах Гвіанського нагір'я, слід відзначити південноамериканського тапіра (Tapirus terrestris), американську мазаму (Mazama americana), звичайного пекарі (Tayassu pecari), ошийникового пекарі (Dicotyles tajacu), південного двопалого лінивця (Choloepus didactylus) та бурогорлого лінивця (Bradypus variegatus), а серед менших ссавців — амазонську носуху (Nasua nasua), довгохвосту ласицю (Neogale frenata), східного олінго (Bassaricyon alleni), бразильську вивірку (Sciurus aestuans), південного опосума (Didelphis marsupialis), гвіанського біловухого опосума (Didelphis imperfecta) та американського тамандуа (Tamandua tetradactyla). Ендеміками Пантепую є рораймські миші (Podoxymys roraimae) та мишачі опосуми Тайлера (Marmosa tyleriana), а майже ендемічними його представниками — лазаючі миші Макконелла (Rhipidomys macconnelli), лазаючі миші Ветцеля (Rhipidomys wetzeli), гвіанські щетинці (Proechimys hoplomyoides), пантепуйські стрункі опосуми (Marmosops pakaraimae), опосуми Райга (Monodelphis reigi) та золотисті широконоси (Platyrrhinus aurarius).
Орнітофауна екорегіону нараховує близько 630 видів птахів. Серед птахів, поширених у високогір'ях Пантепую, слід відзначити амазонійську пенелопу (Penelope jacquacu), каліфорнійського голуба (Patagioenas fasciata), довгодзьобого дрімлюгу (Systellura longirostris), гірського серпокрильця (Aeronautes montivagus), сірогорлого ерміта (Phaethornis griseogularis), сіроволого ерміта (Phaethornis augusti), синьочеревого колібрі (Colibri coruscans), бурого колібрі (Colibri delphinae), синьохвостого колібрі-смарагда (Chlorostilbon mellisugus), королівського кондора (Sarcoramphus papa), еквадорського яструба (Accipiter ventralis), нагірну сплюшку (Megascops roraimae), рудого сичика-горобця (Glaucidium brasilianum), маскового трогона (Trogon personatus), чорнодзьобого тукана (Ramphastos vitellinus), оливковокрилого дятла-смуганя (Colaptes rubiginosus), синьолобого котору (Pyrrhura picta), лісового батарито (Dysithamnus mentalis), чорногрудого кадука (Myrmotherula behni), середнього дереволаза-міцнодзьоба (Xiphocolaptes promeropirhynchus), бурого пію (Synallaxis macconnelli), потічника (Lochmias nematura), гвіанського гребнечуба (Rupicola rupicola), великого біро (Hirundinea ferruginea), руду курету (Myiophobus roraimae), сивого піві (Contopus fumigatus), рудохвостого аду (Knipolegus poecilurus), білогорлого лопатодзьоба (Platyrinchus mystaceus), білогорлого тиранчика-довгохвоста (Mecocerculus leucophrys), капуцинового дрозда (Turdus olivater), кампінаського дрозда (Turdus arthuri), світлоокого дроздика (Turdus leucops), жовтоногого дроздика (Turdus flavipes), золотолобу гутураму (Euphonia xanthogaster), синьощокого органіста (Chlorophonia cyanea), малого коронника (Basileuterus culicivorus), чорногорлу чернітку (Myioborus miniatus), тонкодзьобого насіннєїда (Catamenia homochroa), синьокрилу танагру (Stilpnia cyanoptera), цятковану танагру (Tangara guttata) та гиролу (Tangara gyrola).
Ендеміками екорегіону, які зустрічаються лише у високогір'ях Пантепую, є білоокі татаупи (Crypturellus ptaritepui), пантепуйські колібрі-шаблекрили (Campylopterus hyperythrus), гірські колібрі-шаблекрили (Campylopterus duidae), тепуйські колібрі-зеленохвости (Polytmus milleri), венесуельські дрімлюги (Setopagis whitelyi), великі торорої (Myrmothera simplex), рожевошиї пиги (Lipaugus streptophorus), золотоброві плодоїди (Pipreola whitelyi), білогорлі філідори-лісовики (Syndactyla roraimae), тепуйські курутії (Cranioleuca demissa), рораїмії (Roraimia adusta), рудоволі мухолови (Poecilotriccus russatus), оливкові ореджеріто (Pogonotriccus chapmani), великі еленії (Elaenia dayi), пантепуйські дрозди (Turdus murinus), венесуельські волоочки (Troglodytes rufulus), тепуйські чернітки (Myioborus castaneocapilla), білощокі чернітки (Myioborus albifacies), шафранові чернітки (Myioborus cardonai), іржастоголові заросляки (Atlapetes personatus), великі трав'янці (Emberizoides duidae), сизі квіткоколи (Diglossa duidae) та великі квіткоколи (Diglossa major), а майже ендемічними його представниками, які також зустрічаються у долинах і передгір'ях Гвіанського нагір'я, — венесуельські свіфти (Streptoprocne phelpsi), венесуельські колібрі-діаманти (Heliodoxa xanthogonys), зеленовусі колібрі-кокетки (Lophornis pavoninus), гаянські амазилії-берили (Saucerottia cupreicauda), тепуйські тукани (Aulacorhynchus whitelianus), гаянські котори (Pyrrhura egregia), венесуельські тепуї (Nannopsittaca panychlora), попелясті каатинги (Herpsilochmus roraimae), венесуельські сорокуші (Thamnophilus insignis), оливкові манакіни (Xenopipo uniformis), рогаті манакіни (Ceratopipra cornuta), чорнолобі тиранчики (Phylloscartes nigrifrons), тепуйські тиранчики-мухолюби (Mionectes roraimae), тепуйські еленії (Elaenia olivina), сірокрилв віреончики (Vireo sclateri), каштанові шпалюшки (Microcerculus ustulatus), тепуйські еполетики (Macroagelaius imthurni), рораїманські коронники (Myiothlypis roraimae) та оливкові танагри-потрости (Mitrospingus oleagineus).
Герпетофауна екорегіону також характеризується великим різноманіттям. Серед ендемічних плазунів, поширених у високогір'ях регіону, слід відзначити чімантського аноліса (Anolis carlostoddi), явійського аноліса (Anolis bellipeniculus), ауянтепуйську ігуану (Tropidurus bogerti), пантепуїзавра Родрігеса (Pantepuisaurus rodriguesi), чімантського полоза (Dryophylax chimanta), явійського полоза (Dryophylax yavi), дуїданського полоза (Atractus duidensis) та дуїданського деревного полоза (Dryophylax duida), а серед амфібій — тепуйську райку (Boana tepuiana), дуїданську тепуївку (Tepuihyla aecii), рораймського дереволаза (Anomaloglossus roraima) та марарауканську листкову жабу (Pristimantis marahuaka).

## Збереження
Через важкодоступність гірських схилів та вершин тепуїв, більша частина природних екосистем екорегіону залишається незайманою. Тим не менш, природі Пантепую загрожує вирубка лісів у долинах, спричинені людьми пожежі у саванах біля підніжжя гір, а також нелегальний видобуток корисних копалин, зокрема золота і алмазів, та розвиток туризму, який призводить до витоптування вразливої рослинності.
Оцінка 2017 року показала, що 37 658 км², або 74 % екорегіону, є заповідними територіями. Природоохоронні території включають: Національний парк Канайма, Національний парк Серранія-де-ла-Небліна, Національний парк Хауа-Сарісаріньяма та Національний парк Дуїда-Марараука у Венесуелі, Національний парк Піку-да-Небліна та Національний парк Монте-Рорайма в Бразилії, Національний парк Каєтур у Гаяні та Природний заповідник Центрального Суринаму в Суринамі. У 1994 році Національний парк Канайма був внесений до списку Світової спадщини ЮНЕСКО, а у 2000 році до нього ж був внесений і Природний заповідник Центрального Суринаму.

## Значення в культурі
Дослідження Робертом Шомбургом природи Рорайми та гіпотеза про те, що ендемічна фауна та флора тепуїв є залишками давніх видів, надихнули британського письменника Артура Конан Дойла на написання роману «Загублений світ» (1912). Дія роману відбувається серед тепуїв Гвіанського нагір'я, де герої твору відкривають "загублений світ", населений динозаврами та примітивними людьми.
У фільмі 1990 року «Арахнофобія» новий вид павуків з дуже сильною, смертельною отрутою, який живе соціальними колоніями та є вищим хижаком свого середовища, був виявлений в проваллі, оточеному тепуями, що також натякає на унікальні екологічні умови Гвіанського нагір'я.
Значна частина історії мультфільму «Вперед і вгору», який був створений студією Pixar та вийшов у 2009 році, відбувається серед тепуїв. Мультфільм також містить зображення численних скельних утворень та "Райського водоспаду", схожого на водоспад Анхель.
Британський натураліст Стів Бекшелл був учасником експедиції, яка вперше піднялася на Упуйгма-тепуй у 2007 році. На вершині члени експедиції виявили ендемічний вид жаб та ще кілька невідомих раніше видів рослин і тварин. За результатами експедиції був створений документальний фільм «Загублена земля ягуара», який вийшов на каналі BBC One у 2008 році.
У романі Джеймса Роллінса «Шосте вимирання» (2014) тепуї Північної Бразилії були представлені як таємне лігво лиходія доктора Каттера Елвеса.
Провали Сіма-Мартель та Сіма-Гумбольдт, розташовані на Сарісаріньямі, згадувалися у вірусному маркетингу фільму «Ґодзілла» 2014 року. Введення назви будь-якого з провалів на маркетинговому веб-сайті призводило до повідомлення «виявлено подвійні сигнатури». Оскільки провали були виявлені в 1961 році, це повідомлення вважається жартом, що стосується фільму «Мотра» 1961 року.